# Astroinformática

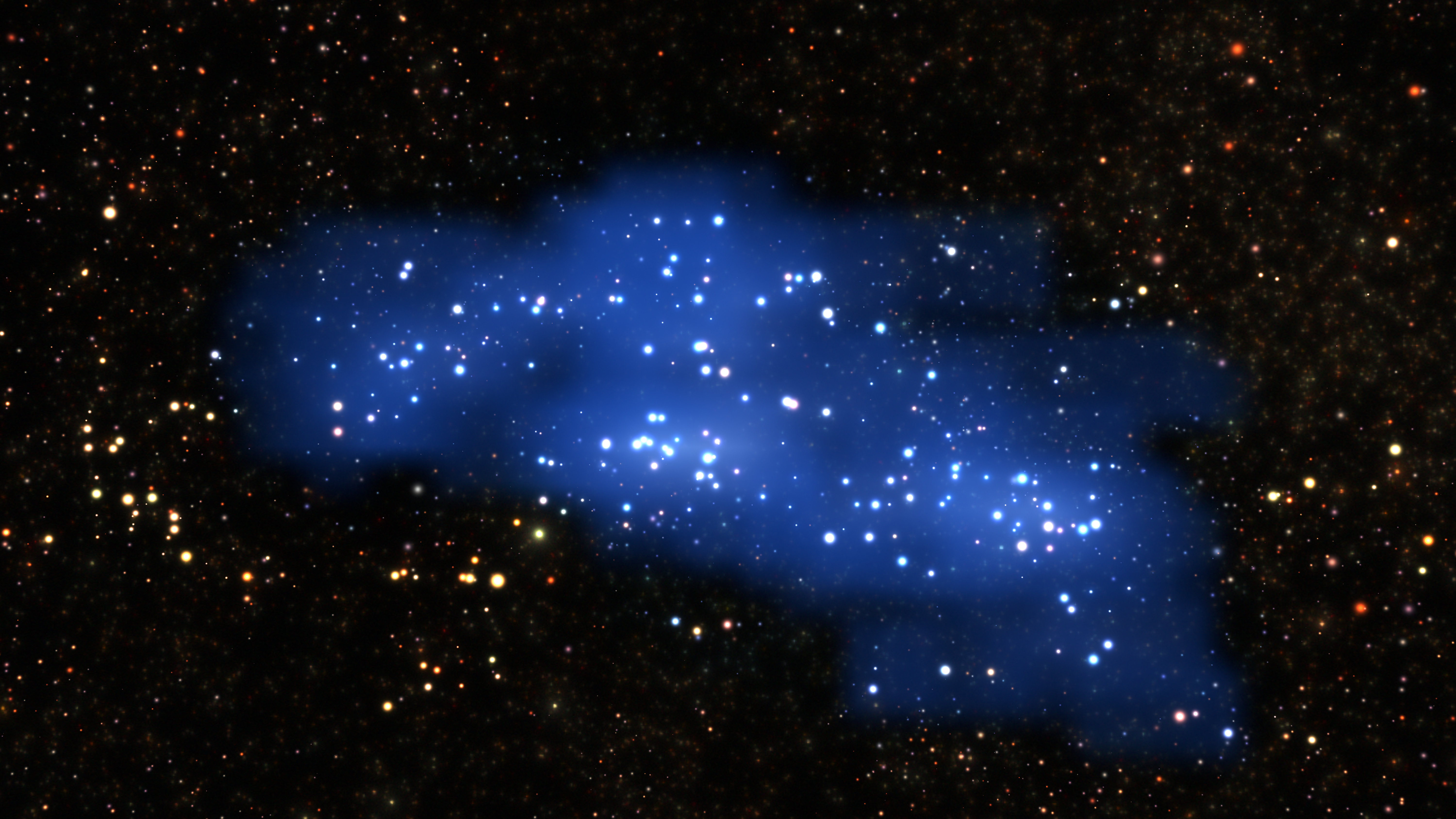
Proto-supercúmulo Hyperion, descubierto por mediciones y examinaciones de datos de archivo.

La astroinformática es un campo interdisciplinario de estudia implicar la combinación de astronomía, ciencia de datos, informática, y tecnologías de la información y la comunicación.

## Historia
La astroinformática se centra principalmente en el desarrollo de herramientas, métodos, y aplicaciones de ciencia computacional, ciencia de datos, y estadística para la búsqueda y educación en astronomía orientada en datos. Los primeros esfuerzos en esta dirección incluyen la exploración de datos, el desarrollo de estándares de metadatos, el modelado de datos, el desarrollo de diccionarios de datos astronómicos, acceso de datos, búsqueda y recuperación de información, integración de datos, y minería de datos en las iniciativas astronómicas de observatorios virtuales. Desarrollos posteriores del campo, junto con la aprobación de la comunidad astronómica, fueron presentados al Consejo de Investigación Nacional de Estados Unidos en 2009 en un paper sobre el estado de la profesión astroinformática a propósito de la Encuesta sobre Astronomía y Astrofísica de la Década de 2010. Aquel paper proporcionó la base para una subsecuente exposición más detallada en la revista académica Informatics Journal, «Astroinformatics: Data-Oriented Astronomy Research and Education».
La astroinformática como un campo distinto de investigación se inspiró en los campos de la bioinformática y la geoinformática, y a través del trabajo de eScience de Jim Gray en Microsoft Research.
En 2012, dos papers de posición fueron presentados al Consejo de la Sociedad Astronómica Americana, lo que condujo al establecimiento de grupos de trabajo formales en astroinformática y astroestadística para la profesión.

## Descripción
Aunque el foco primario de la astroinformática reside en la gran colección digital mundialmente distribuida de bases de datos astronómicas, archivos de imagen, y herramientas de búsqueda, el campo reconoce también la importancia de los conjuntos de datos históricos —utilizando tecnologías modernas para preservar y analizar observaciones astronómicas históricas. Algunos astroinformáticos ayudan a digitalizar observaciones e imágenes astronómicas históricas y recientes en una gran base de datos para su recuperación eficaz en interfaces basadas en la web. Otro objetivo es ayudar a desarrollar nuevos softwares y métodos para los astrónomos, así como ayudar a facilitar el proceso y análisis de la rápidamente creciente cantidad de datos en el campo de astronomía.
La astroinformática ha sido descrita como el Cuarto Paradigma de la investigación astronómica. Hay muchas áreas de investigación involucradas con la astroinformática, como la minería de datos, el aprendizaje automático, la estadística, la visualización, la administración de datos científicos, y la ciencia semántica. La minería de datos y el aprendizaje automático juegan roles significativos en la astroinformática en tanto disciplina de investigación científica debido a su enfoque en el "descubrimiento de conocimiento de datos" (KDD) y "aprendizaje desde los datos".
La cantidad de datos recogidos de estudios del cielo astronómico ha crecido de gigabytes a terabytes durante la década pasada y está pronosticado que crezca en la década próxima a centenares de petabytes con el Gran Telescopio para Rastreos Sinópticos y a exabytes con el radiotelescopio Square Kilometre Array. Este plétora de datos nuevos tanto habilita como desafía la realización eficaz de la investigación astronómica. Por lo tanto, se requieren nuevas aproximaciones. En parte debido a esto, la ciencia a través de volúmenes de datos ha ido deviniendo en una disciplina académica reconocida por sí sola. Consecuentemente, la astronomía (y otras disciplinas científicas) han desarrollado subdisciplinas intensivas en datos y en información a tal extensión que estas subdisciplinas ahora están deviniendo (o ya ha devenido) en disciplinas de investigación y programas académicos de pleno derecho.
Las ciencias de la información han sido recientemente definidos como "el uso de datos digitales, información, y servicios relacionados con la búsqueda y generación de conocimiento". No obstante, la definición usual es que la "informática es la disciplina de organizar, acceder, integrar, y extraer datos de fuentes múltiples para el descubrimiento y apoyo a la toma de decisiones". Por tanto, la disciplina de la astroinformática incluye muchas especialidades naturalmente relacionadas entre sí, incluyendo el modelado de datos, la organización de datos, etc. También pueda incluir métodos de transformación y normalización para la integración de datos y visualización de información, así como extracción de conocimiento, técnicas de indexación, rescate de información y métodos de minería de datos. Esquemas de clasificación (p. ej., taxonomías, ontologías, folcsonomías, y/o etiquetados colaborativos) más astroestadística también están fuertemente implicados.
La astroinformática proporciona un contexto natural para la integración entre educación e investigación. La experiencia de la investigación ahora puede ser implementada dentro del aula para establecer y crecer en la alfabetización en materia de datos a través de una fácil reutilización de los datos.

## Conferencias
| Año  | Sitio                                        | Enlace                                                 |
| ---- | -------------------------------------------- | ------------------------------------------------------ |
| 2018 | Heidelberg, Alemania                         |                                                        |
| 2017 | Ciudad del Cabo, Sudáfrica                   |                                                        |
| 2016 | Sorrento, Italia                             |                                                        |
| 2015 | Dubrovnik, Dalmacia                          |                                                        |
| 2014 | Universidad de Chile                         |                                                        |
| 2013 | Australia Telescope National Facility, CSIRO |                                                        |
| 2012 | Microsoft Research                           | Archivado el 22 de octubre de 2018 en Wayback Machine. |
| 2011 | Sorrento, Italia                             |                                                        |
| 2010 | Caltech                                      | Archivado el 22 de octubre de 2018 en Wayback Machine. |